# Танки Белого движения
Та́нки Бе́лого движе́ния — совокупность танков, используемых Русской армией в ходе Гражданской войны в России.
Танки были преимущественно английского и французского производства (переданы белым армиям союзниками России по блоку Антанта в качестве военной помощи). Применялись, в основном, в боевых действиях против Красной армии.

## На Юге России

### Вооружённые силы Юга России

Танки ВСЮР Mk A «Уиппет» (ближний) и Mk V (дальние)

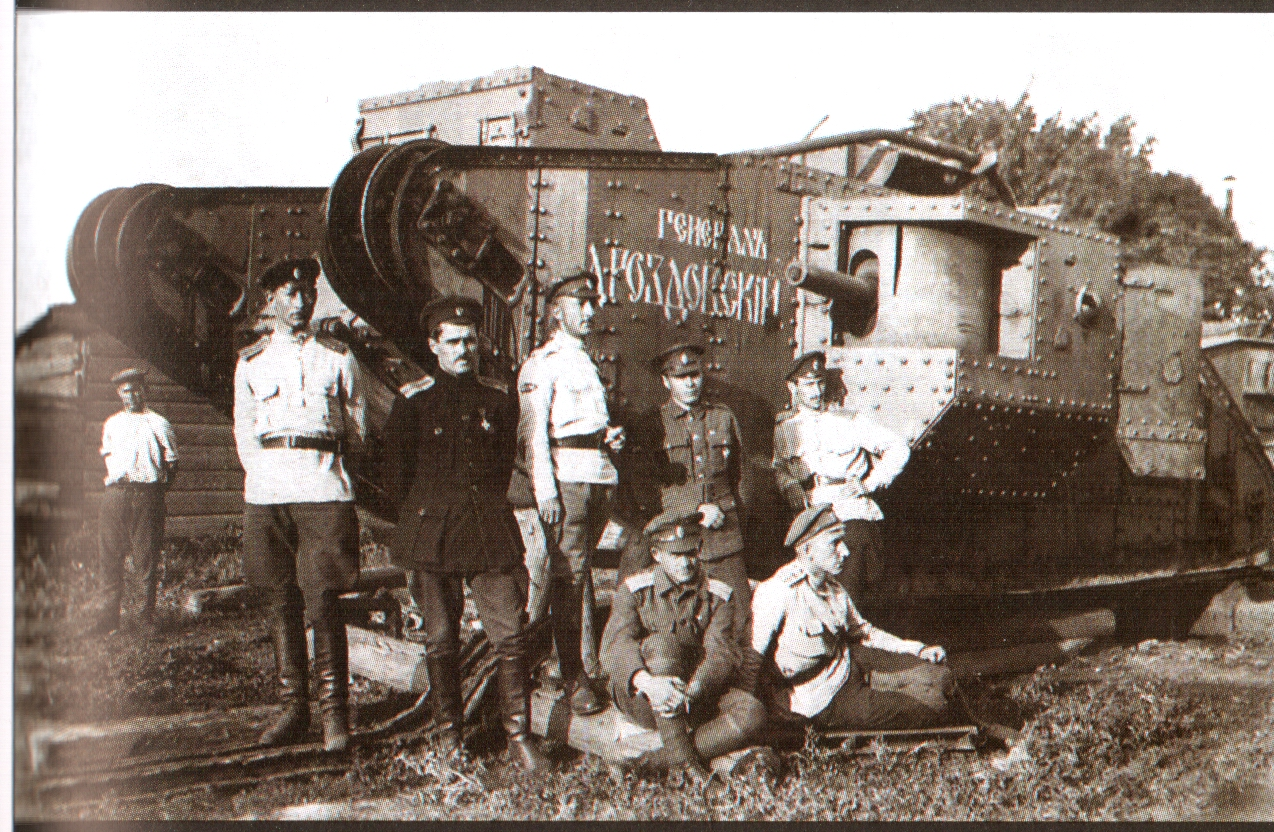
Команда танка «Генералъ Дроздовскій». Сентябрь 1919 г. На правом рукаве одного из офицеров экипажа виден шеврон в виде английского танка MK V

Два танка Mark V 1-го танкового отряда ВСЮР на железнодорожной платформе, транспортируемые на фронт. Станция Лозовая, Харьковская военная область ВСЮР, лето 1919 года. Ближний танк называется «За единую Россію»

Первые танки на Юге России появились 13 апреля 1919 года, когда в Батуме высадился отряд Королевского танкового корпуса под командованием британского майора Н. Мак-Микинга в составе 65 человек (из них 10 офицеров). Вслед за отрядом в Причерноморье прибыли 6 танков типа Мк V и 6 танков типа Мк А «Уиппет». Эти танки составили впоследствии южно-русский танковый отряд. В конце апреля 1919 года сводный англо-русский танковый отряд прибыл в Екатеринодар. Для подготовки русских танковых экипажей была организована «Школа английских танков», которая за период с июня по декабрь 1919 года подготовила около 200 офицеров-танкистов.

#### 1-й танковый дивизион ВСЮР

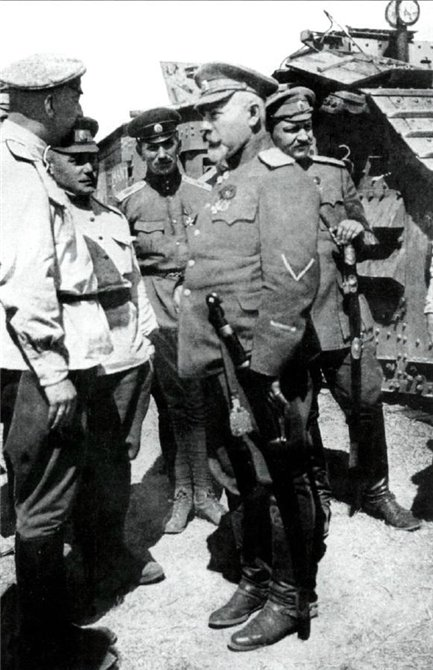
Главнокомандующий ВСЮР генерал-лейтенант А. И. Деникин с офицерами танковых частей Добровольческой армии, 1919 год

На базе полученных танков с обученными англичанами русскими экипажами в Екатеринодаре 27 апреля 1919 года был сформирован 1-й танковый дивизион ВСЮР, состоящий из 4-х танковых отрядов по четыре машины в каждом. 1-й и 3-й танковые отряды были с самого начала укомплектованы тяжёлыми пушечно-пулемётными танками Mk.V. 2-й и 4-й танковые отряды ВСЮР полностью были укомплектованы лёгкими пулемётными танками типа Мk А. В первых числах мая 1919 года дивизион был отправлен на фронт, где эти отряды были распределены между дивизиями Добровольческой армии. В течение мая танки 1-го отряда участвовали в боях в районе станций Ханжонково — Ясиноватая — Попасная, а затем в начале июня были переброшены на Царицынский фронт.
Генерал Б. Штейфон приводит следующее свидетельство о первых применениях белыми войсками танков весной 1919 года в Каменноугольном районе:

Прибывшие танки привлекли общее внимание. Придавая этому новому и грозному средству борьбы чрезвычайное значение, наше командование распределило их по фронту, направляя главный танковый удар все же со стороны нашего открытого правого фланга. Танки были приданы наиболее сильным частям и произвели действительно должный эффект. Первые красные части, заметив какие-то двигающиеся машины, не уяснили, по-видимому, их роль, но когда, несмотря на огонь, свободно преодолевая местные препятствия, танки врезались в неприятельское расположение и стали в полном смысле уничтожать красные цепи, разразилась полная паника. Весть о появлении танков быстро разнеслась среди большевистских войск и лишила их всякой сопротивляемости. Ещё издали, завидя танки, большевики немедленно очищали свои позиции и поспешно отходили.
Учитывая тот ужас, какой нагнали эти машины на большевиков, многие части стали устраивать из повозок и иного рода подручного материала подобие танков и маячить издали. Маскарад имел успех и ещё больше поднимал бодрый дух наших войск.
У станции Попасная произошло единоборство танка с красным бронепоездом. Это редкое и интересное состязание закончилось печально для обеих сторон. В бою участвовал тип так называемого тяжелого танка. Удачным попаданием он подбил паровоз бронепоезда, а последний в свою очередь повредил танк. Указанный эпизод ещё более устрашил красных и внушил ужас даже неприятельским бронепоездам.
Пробивая путь этими чудовищами, наша пехота и конница быстро и без особых потерь очистила Донецкий бассейн. Войска Добровольческой армии снова заняли Юзовку, Ясиноватую, Криничную, Дебальцево.

(Судя по подробностям, описываемый эпизод относится к происходившему 2 июня 1919 года бою белогвардейских танков и бронепоезда «Единая Россия» с красным бронепоездом «Углекоп»)
Генерал А. Деникин пишет, что «появление на этом фронте английских танков произвело на большевиков большое впечатление и еще более увеличило их нервность»

#### Применение танков при штурме Царицына
См. статью: Третья оборона Царицына
Крупнейшей операцией ВСЮР по количеству используемых танков явился штурм Царицына утром 30 июня 1919 года, в тот же день закончившийся взятием города Кавказской армией генерала П. Н. Врангеля. В штурме Царицына утром 30 июня участвовало 17 танков: все 16 машин 1-го танкового дивизиона ВСЮР (4 отряда по 4 машины) и ещё 1 танк, в котором находился британский экипаж (командир — однорукий капитан Кокс). По воспоминаниям участника штурма полковника Трембовельского, британцы приняли участие в танковой атаке ради спорта и любопытства. Из 17-ти штурмующих Царицын танков 8 были пушечными, а 9 — пулемётными.

#### Танки вПоходе на Москву
В июле 1919 года из Великобритании на Юг России прибыли новые танки и их количество в составе ВСЮР достигло 74 машин (57 танков Мк V и 17 — Мк А «Уиппет»). Однако, имеющиеся на вооружении ВСЮР танки могли использоваться только при прорыве укреплённой оборонительной полосы, чего в манёвренной Гражданской войне практически не встречалось (исключения составили оборона Царицына, а позднее Каховский плацдарм).
Советский военный специалист, доктор военных наук П. А. Ротмистров приводит данные, что в ходе боев осени 1919 года трофеями РККА оказались два десятка танков ВСЮР.

### Русская армия Врангеля

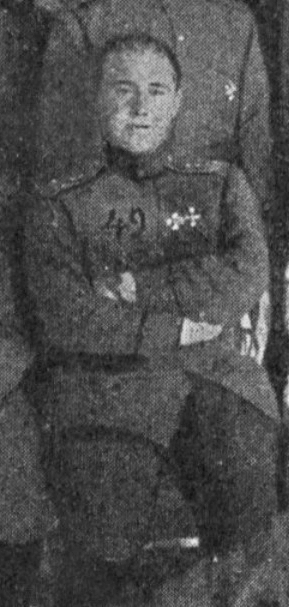
Бочаров, Василий Михайлович (1883—1942) — русский офицер, герой Первой мировой войны. Участник Белого движения, командир 1-го танкового дивизиона ВСЮР, полковник.

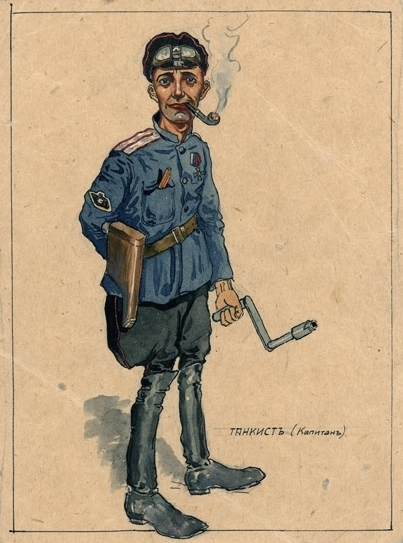
Танкист-капитан

После поражения зимой 1919—1920 годов остатки ВСЮР в ходе Новороссийской эвакуации были эвакуированы в Крым, где 4 апреля 1920 года А. И. Деникин передал пост главкома П. Н. Врангелю. Реорганизовав оставшиеся в Крыму войска, генерал-лейтенант П. Врангель сформировал Русскую армию. Нехватку людей было решено компенсировать широким использованием технических средств, в том числе танков. В мае 1920 года закончилось формирование 1-го дивизиона танков, командир — полковник В. М. Бочаров. В его состав вошли 4 танковых отряда и взвод легких французских танков. 1-й и 3-й отряды содержали по 6 танков Mk-V, а 2-й и 4-й отряды — по 4 танка Mk.A. Два танка Рено FT-17 во взводе французских танков. Всего — 22 машины.
База дивизиона разместилась в Севастополе. Ремонт поврежденных танков осуществлялся на заводе «Ророг» и в мастерских севастопольского порта.

#### Состав 1-го дивизиона танков Русской Армии

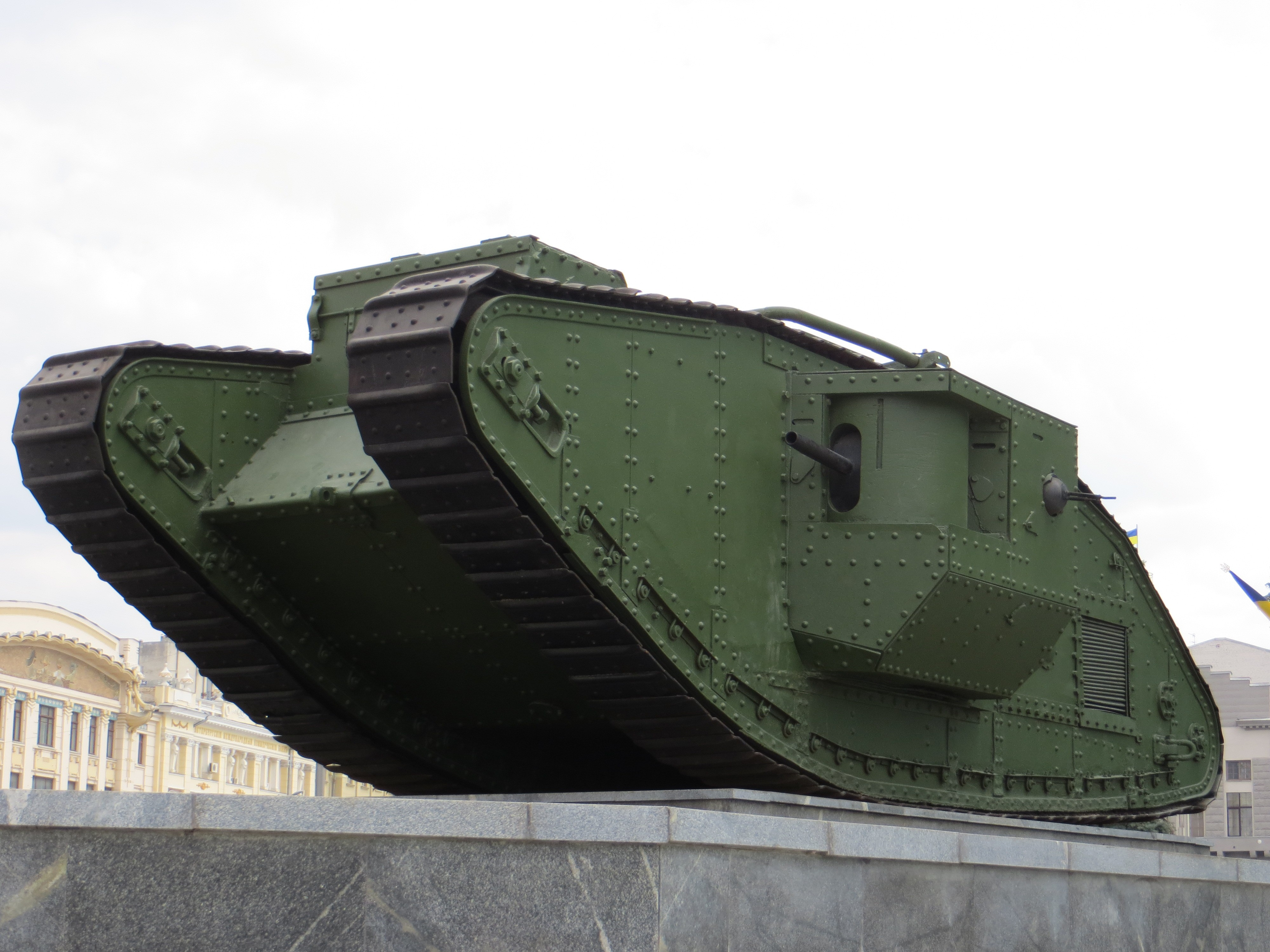
Танк Русской армии Врангеля в Харькове на площади Конституции. Современный вид.

В скобках указаны заводские номера танков.

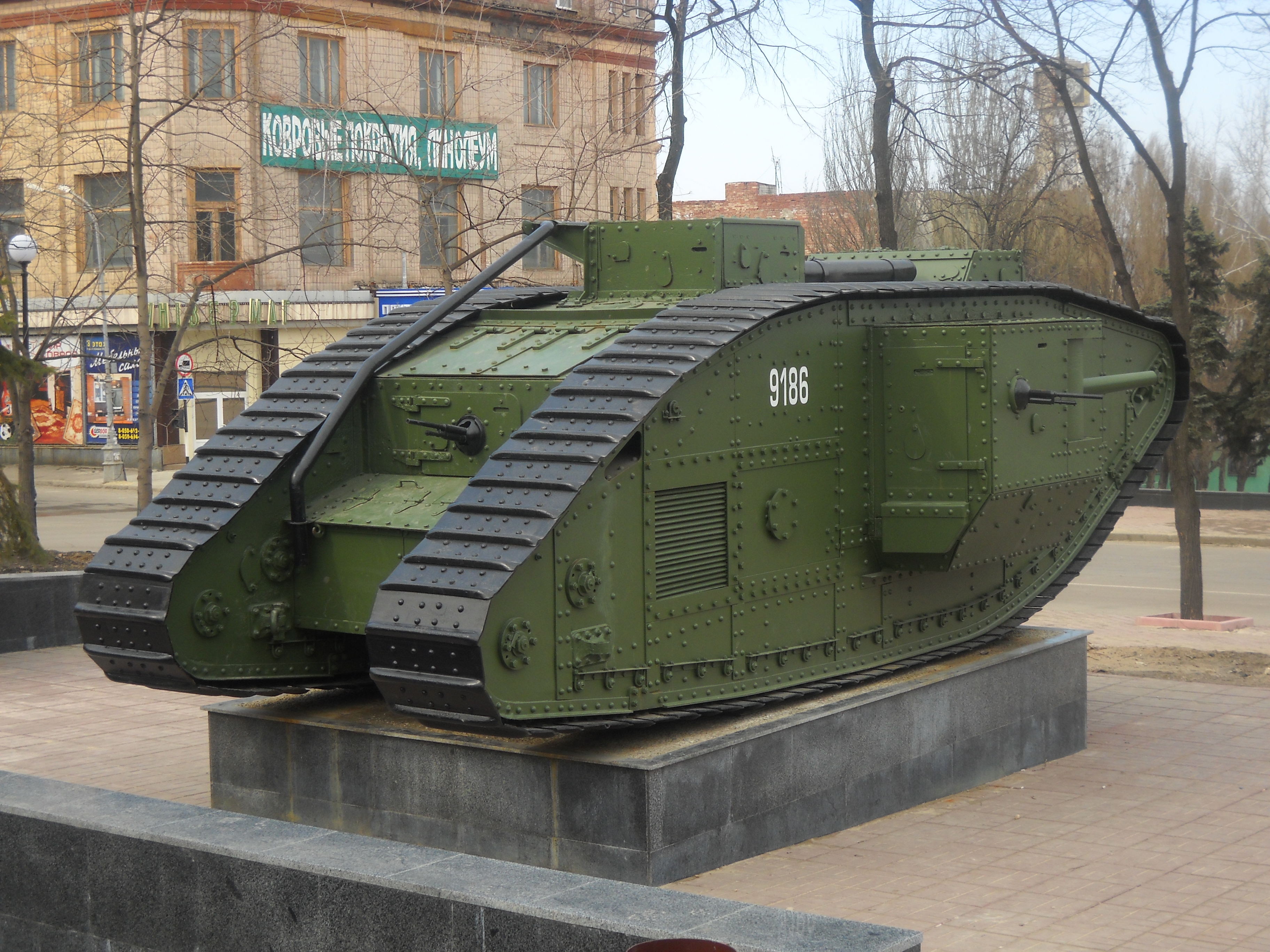
Танк «Дерзкий» (заводской № 9186) — один из двух Mk.V, находящихся в Луганске. Современный вид.

- 1-й отряд (6 танков Мк V, 57 мм орудия):
  - «Генерал Слащев» (№ 9381 [10]);
  - «Верный»;
  - «Грозный» (№ 9040[11]);
  - «Дерзкий»[12] (№ 9186[13]);
  - «Русский Богатырь» (№ 9335, в июне 1920 переименован в «Генерал Слащев» после уничтожения оригинального танка № 9381)[14];
  - «Великая Россия» (№ 9300[14]).[15]

- 2-й отряд (4 танка Мк А «Уиппет»):
  - «Тигр» (№ A328, был переведен во 2-й отряд из 4-го в сентябре 1920[16]);
  - «Степняк» (№ A358, в июне 1920 числился в 4-м отряде[16]);
  - «Сфинкс» (№ A371)[16];
  - «Крокодил» (№ A388, изначально числился в 4-м отряде, в июне 1920 переименован в «Сибиряк»[16]), 37-мм орудие Гочкиса.[3][15]

- 3-й отряд (6 танков Мк V, 57-мм орудия и 27 пулеметов Гочкиса):
  - «Фельдмаршал Кутузов» (№ 9007[11]);
  - «Генералиссимус Суворов» (№ 9074[11]);
  - «Генерал Скобелев» (№ 9159[13]);
  - «Фельдмаршал Потемкин» (№ 9034[11]);
  - «За Русь Святую» (№ 9358[10]);
  - «За Веру и Родину» (№ 9141, в июне 1920 переименован в «Генерал Кутепов»[13]).[15]

- 4-й отряд танков (4 танка Мк А «Уиппет», 12 пулеметов Гочкиса):
  - «Генерал Врангель» (№ A261[17]);
  - «Садко» (№ A242[17]);
  - «Генерал Шкуро» (№ A346[16]);
  - «Уралец» (№ A315, в сентябре 1920 переведен во 2-й отряд[16]).[3][15]

- Отдельный взвод французских танков (2 танка Рено FT-17):

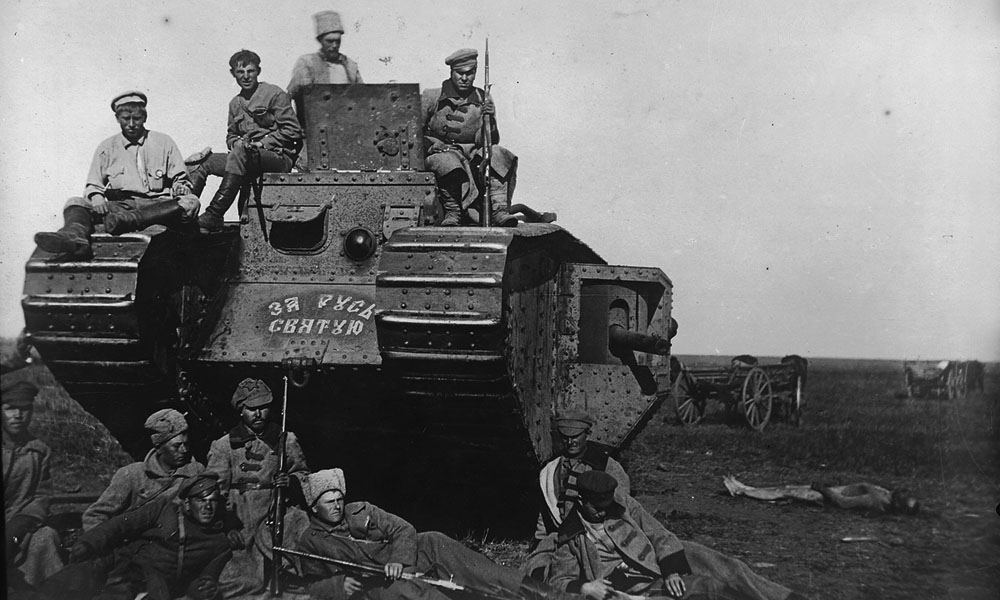
Английский танк, захваченный воинами 51-й стрелковой дивизии под Каховкой 14 октября 1920 года

  - «Серый»;
  - «Скромный».[15]

#### Танки на Каховском плацдарме
См. статью Бои на Каховском плацдарме (1920)
При наступлении на Каховку в сентябре 1920 года в Крыму участвовал также вновь созданный в августе 5-й танковый отряд под руководством штабс-капитана Борщова А. В. (бывшего командира 2-го танкового отряда во время штурма Царицына), входящий в 1-й дивизион. Атака планировалась ночью, но из-за задержки пехоты произошла только на рассвете, что вызвало большие неудачи. Хотя красноармейцы бежали от танков «как зайцы», красные огнем 42-х линейных орудий смогли прямыми попаданиями подбить половину танков. При отступлении 5-й отряд в связи с потерями был расформирован.

## Северная армия

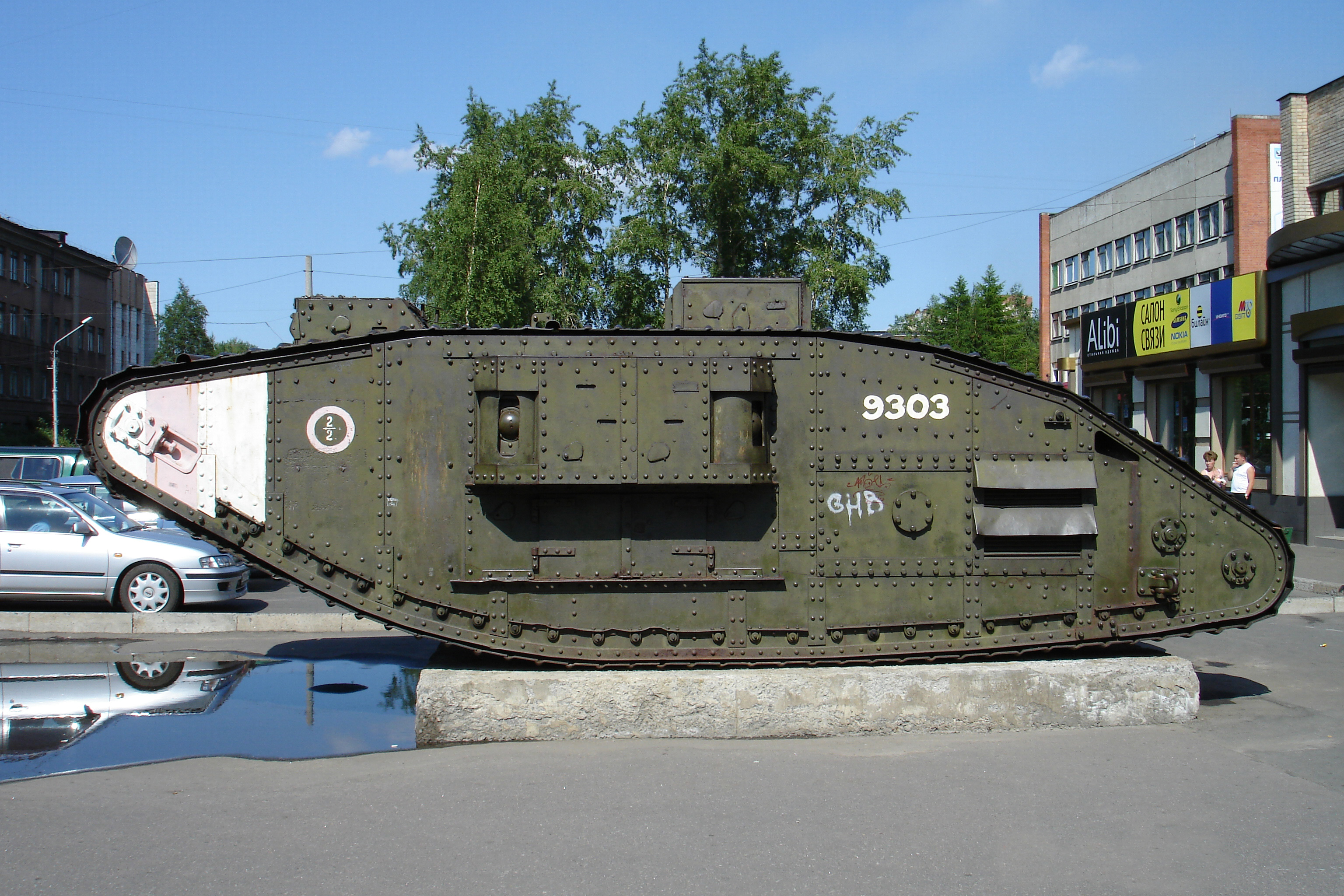
Британский танк Северной Армии в Архангельске в качестве памятника. Современный вид.

29 августа 1919 года на судне «Килдонен Кастл» в Архангельск прибыл отряд британских танкистов из 9 офицеров и 60 солдат (командир отряда — майор Брайан). Вслед за отрядом прибыли 4 танка типа Мк V и 2 танка типа Мк А «Уиппет» (В). Танкисты были посланы на Север России без уведомления об этом главнокомандующего войсками Антанты в Архангельске генерала Эдмунда Айронсайда, и их задачей было прикрытие эвакуирующихся из Северной России в сентябре британских войск. Затем танки должны были быть переданы Северной белой армии, чтобы помочь им задержать наступающую армию большевиков.
В соответствии с планом, 4 танка Мк V предполагалось использовать так: 1 танк оставить в Архангельске, 1 танк — направить в Соломбалу, и ещё 1 на Бакарицу (охранять склады с военным имуществом). 4-й танк должен был использоваться для обучения русских танкистов. Подразделение русских танкистов состояло из 15 офицеров (командир — полковник В. И. Короткевич, бывший член русской правительственной комиссии в Лондоне). Нет свидетельств о том, что британские танки вели на севере России боевые действия. К 12 октября 1919 года эвакуация союзников была завершена, и танки перешли в распоряжение войск Северной армии.
В книге Перри Мура содержится следующее свидетельство:

Единственный танковый бой в Северной России произошёл 29 октября, и это было единственным ярким пятном в истории русской Северной армии. Танки вместе с пехотой атаковали вдоль железнодорожного полотна. В атаке, которую возглавил полковник Кеноткенич использовались танки «Марк V», а «Уиппеты» шли сзади. Красные при виде танков, как обычно, бежали, и полк Северной армии занял укрепленную территорию, включая станцию Плесецкую (Плесецк), неподалёку от которой в настоящее время находится город Мирный. Это было то, что союзники так и не смогли сделать! Железнодорожная станция была главной победой, и, чтобы добиться её, танки прошли от станции Емца около пятнадцати миль! Использовать танки было можно только вдоль железной дороги. Ясно, что британцы были полностью неправы в своих предположениях относительно использования танков.

## Северо-Западная армия
В Северо-Западной армии августе 1919 года был сформирован танковый ударный батальон (командиры — в октябре полковник Хомутов, в декабре капитан 1-го ранга Шишко), который был самостоятельной частью, не входящей в состав корпусов. К началу октября 1919 года в его составе находилось 6 танков и 350 штыков. В декабре 1919 года в батальоне числилось 56 офицеров.

## Восток России
В войсках Колчака танки не применялись. Единственная попытка союзников направить на помощь сибирской армии танки потерпела неудачу. В марте 1920 года 10 танков «Рено» были доставлены во Владивосток, но железнодорожники-большевики угнали их в Благовещенск к красным.

## Танки Белого движения в качестве памятников
Достоверно известно, что до настоящего времени сохранилось 5 белогвардейских танков Мк V. 4 из них были установлены в качестве памятников-трофеев РККА в разных городах СССР согласно приказу наркома обороны К. Е. Ворошилова в 1938 году.
В Луганске у Мемориала борцам революции сохранились два танка с заводскими номерами — № 9186 (который в армии белых имел собственное имя — «Дерзкий») и № 9344. В Архангельске один танк типа «самка» № 9303. В Харькове на площади Конституции один танк типа «гермафродит» и один «самец» в Кубинке (заводские номера этих танков неизвестны).

## Изображения

### Mk AWhippetвГражданской войне в России

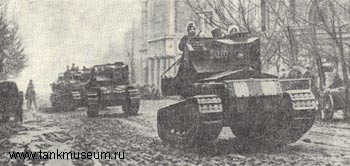
Танки Мk.А., поставленные союзниками Добровольческой Армии
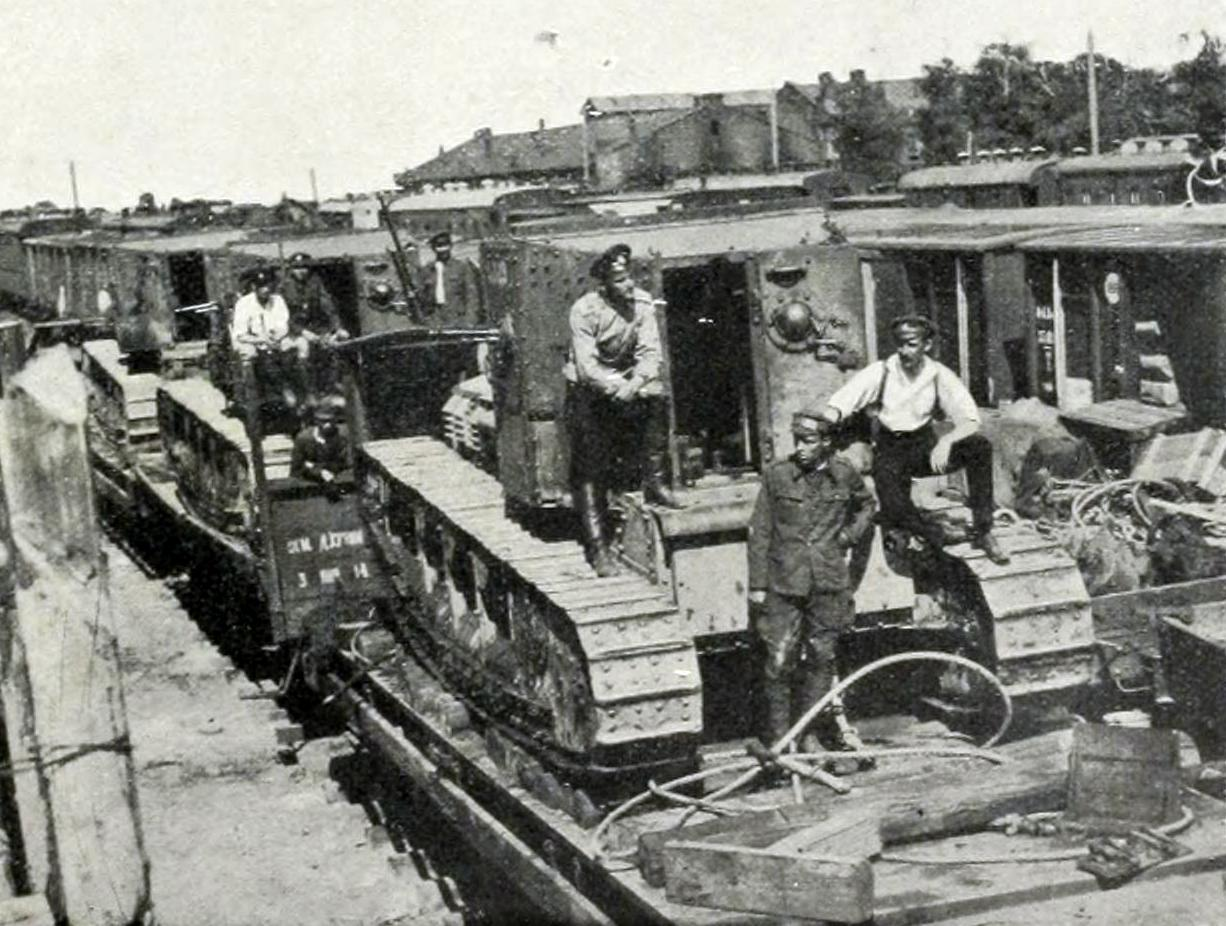

### Мемуары
- Реден Н. Сквозь ад русской революции. Воспоминания гардемарина 1914 — 1919 = The Unmaking of the Russian / Глебовская Л. И.. — Москва: Центрополиграф, 2006. — 287 с. — (Свидетели эпохи). — 4000 экз. — ISBN 5-9524-2000-1.